# Aymon Ier de Faucigny
Pour les articles homonymes, voir Aymon de Faucigny et Aymon Ier.
Aymon de Faucigny, probablement mort avant 1168, est un seigneur de Faucigny (Aymo dominus Fucignii), connu sous le nom Aymon Ier, au cours du XIIe siècle.

## Biographie

### Origines
Aymon ou Aimon (Aymo) de Faucigny est né à une date inconnue,. Il est le fils du seigneur Raoul/Rodolphe (I) (v. 1095 - v. 1131),. Le généalogiste Gustave Chaix d'Est-Ange (1921) indique que le nom de la mère est inconnu.
Il a six frères Arducius († 1185), évêque de Genève ; Ponce († 1178), fondateur de l'abbaye de Sixt ; Raoul/Rodolphe (II), dit l'Allemand ou le Teuton, auteur de la branche de Lucinge, Guy/Guillaume et Raymond,,,. Léon Ménabréa le donne pour aîné de la fratrie. Nicolas Carrier le donne pour troisième fils.

### Seigneur de Faucigny
Aymon de Faucigny est mentionné comme seigneur de Faucigny, Aymo dominus de Foucigniaco, la première fois dans une charte datée de 1126.
Il est marié à Clémence,, dont la mention apparaît dans un document sans date, estimé entre 1161/81,. Cette Clémence pourrait très probablement appartenir à la famille de Briançon, originaire de Tarentaise,. En effet, l'acte publié par le Régeste genevois relate l'intervention de l'archevêque de Tarentaise, Aymon de Briançon, avec Henri de Faucigny vers 1178 dans lequel le prélat est qualifié de consenguineus du seigneur de Faucigny. Les auteurs du Régeste genevois reprennent la conclusion de Léon Ménabréa sur la possibilité de cette appartenance,. Le site de généalogieFoundation for Medieval Genealogy — Medieval Lands (MedLands) n'avance aucune filiation.
Aymon de Faucigny prend part à la deuxième croisade, en 1147, avec son fils aîné, Rodolphe, à la suite du comte Amédée III de Savoie et de nombreux nobles de la région,.

### Politique religieuse
La famille de Faucigny se caractérise par une implication dans la vie religieuse tant par ses attentions, ses fondations ou le placement des cadets au sein de l'institution. L'historien Nicolas Carrier caractérise le seigneur Aymon ainsi « Nul ne fut un plus généreux pourvoyeur d'églises... ».
Il est ainsi à l'origine de la donation, vers 1126 (MedLands) ou 1130 (Carrier), de la vallée de Sixt à l'abbaye d'Abondance,. Un groupe de moines menés par son frère, Ponce, s'y installe et fonde une abbaye,. Il souhaite également installer une maison de chartreux  sur ses terres, mais échoue une première fois. Finalement, le 22 janvier 1151, il signe l'acte de fondation de la Chartreuse dite du Reposoir,.

### Mort et succession
La date de sa mort n'est pas précisément connue. L'historien Nicolas Carrier donne vers 1166. Le site MedLands indique quant à lui avant la date du 29 décembre 1168.
Ses deux fils, Rodolphe (II), mort avant 1178, puis Henri lui succèdent,,.

## Famille
Aymon de Faucigny épouse une certaine Clémence probablement de la famille de Briançon,. Ils ont, :
- Rodolphe († avt 1178), qui succède à son père ;
- Henri († v.1197), mentionné en 1178[ReG 2], qui succède à son frère ;
- Guillaume/Willelme, mentionné en 1178[ReG 2] ;
- Aymon/Aimon, mentionné en 1178[ReG 2] ;
- Marchis/Marchand, mentionné en 1178[ReG 2] ;
- Aleyde/Adélaïde, religieuse[7].

Certains auteurs dont l'historien Pierre Duparc, ainsi que le  site MedLands, ajoutent :
- Béatrix/Béatrice, qui aurait épousé Guillaume Ier de Genève.

### Régeste genevois
1. 1 2 3 4  Régeste genevois, 1866, p. 112, Acte sans date (présentation en ligne ou numérique REG 0/0/1/408).
2. 1 2 3 4  Régeste genevois, 1866, p. 110-111, Acte de juin 1178 (présentation en ligne ou numérique REG 0/0/1/402).